# 天主教慕尼黑-弗赖辛总教区
天主教慕尼黑-弗賴辛總教區（德語：Erzbistum München und Freising）是天主教會在德國巴伐利亞州設立的一個總教區，主教座堂目前設在慕尼黑的聖母主教座堂，主教座堂過去曾設於弗賴辛。

## 歷史
聖波尼法爵於739年成立弗賴辛教區。三十年戰爭以後，主教升格為采邑主教。1803年，神聖羅馬帝國崩潰後，教區解散，由一位領銜主教帶領。1818年4月1日，教宗庇護七世將教區升格為總教區，主教座堂也遷移到慕尼黑。教宗本篤十六世曾經是總教區總主教。

## 現況
總教區於2011年有1,761,350名教友（佔轄區總人口49%）、748個堂區、1,243名司鐸、249名執事、564名修士和2,270名修女。現任總主教為賴因哈德·馬克思樞機，榮休總主教為費德廉·維特爾樞機。並且負責監管奧格斯堡教區、帕紹教區和雷根斯堡教區。

## 外部連結
- 天主教慕尼黑-弗赖辛总教区 （页面存档备份，存于）
- （页面存档备份，存于）
- 天主教百科全书 （页面存档备份，存于）